# پازارآغاچ (چای)
پازارآغاچ (به ترکی استانبولی: Pazarağaç) یک منطقهٔ مسکونی در ترکیه است که در چای (شهر) واقع شده‌است.